# 西迪本努爾
32°39′N 8°26′W / 32.650°N 8.433°W
西迪本努爾（阿拉伯语：‎，羅馬化：Sidi ben Nour），是摩洛哥的城鎮，位於該國西北部，由卡薩布蘭卡-塞塔特大區負責管轄，是西迪本努爾省的首府，面積11平方公里，海拔高度185米，2014年人口55,815，人口密度每平方公里5,246人。